# Elecciones cantonales de Francia de 2008
Las elecciones cantonales de Francia de 2008 fueron unos comicios efectuados para elegir a los 100 miembros de los consejos generales de los departamentos de Francia, se celebraron entre los días 9 y 16 de marzo, siendo los días de la primera y la segunda vuelta respectivamente. 

## Sistema electoral
Las elecciones cantonales utilizan un sistema de dos vueltas similar al sistema empleado en las elecciones legislativas del país.
- Los concejales son elegidos en circunscripciones uninominales (los cantones).
- Un candidato debe asegurar los votos de al menos el 25% de los votantes registrados del cantón y más del 50% del número total de votos efectivamente emitidos en la primera ronda de votación para ser elegido automáticamente. Si ningún candidato satisface estas condiciones, a continuación, una segunda ronda de votación se lleva a cabo una semana después.
- Con derecho a presentarse en la segunda ronda son los dos candidatos que hayan obtenido el mayor número de votos en la primera ronda, además de cualquier otro candidato o candidatos que hayan recibido los votos de al menos el 10% de los inscritos para votar en el cantón.
- En la segunda vuelta, el candidato que reciba el mayor número de votos (incluso de manera simple) es elegido.

## Contexto
Las elecciones municipales francesas siempre se suelen asociar a otro tipo de elecciones, como las regionales (en las que votan por departamentos, de los 26 que hay).
Estas se asociaron a las elecciones municipales del mismo año.

## Resultados
| Party                               | Party                                                               | 1ª Vuelta  | 1ª Vuelta | 1ª Vuelta | 2ª Vuelta | 2ª Vuelta | 2ª Vuelta |  |
| Party                               | Party                                                               | Votos      | %         | Asientos  | Votos     | %         | Asientos  |  |
| ----------------------------------- | ------------------------------------------------------------------- | ---------- | --------- | --------- | --------- | --------- | --------- |  |
|                                     | Partido Socialista (Parti socialiste)                               | 3 572 789  | 26,74     | ???       | 2 415 348 | 35,11     | ???       |  |
|                                     | Europa Ecología Los Verdes                                          | 558 612    | 4.18      | ??        | 106 789   | 1.55      | ??        |  |
|                                     | Partido Comunista (Parti communiste français)                       | 1 172 378  | 8,82      | ??        | 387 397   | 5,63      | ??        |  |
|                                     | Izquierda Mixta (Divers gauche)                                     | 898 717    | 6,72      | ??        | 506 403   | 7,36      | ???       |  |
|                                     | Partido Radical de Izquierda (Parti radical de gauche)              | 135,958    | 1.48      | 17        | 119,967   | 1.51      | 34        |  |
|                                     | Partido de Izquierda (Parti de gauche)                              | 183 208    | 1,37      | ?         | 100 861   | 1,47      | ?         |  |
| Total de la Izquierda Parlamentaria | Total de la Izquierda Parlamentaria                                 | 6 385 704  | 47,77     | ???       | 3 516 798 | 51,12     | ???       |  |
|                                     | Unión por un Movimiento Popular (Union pour un mouvement populaire} | 3 158 400  | 23,57     | ??        | 1 843 500 | 26,8      | ???       |  |
|                                     | Derecha Mixta (Divers droite)                                       | 2 016 938  | 15,09     | ??        | 1 035 770 | 15,06     | ??        |  |
|                                     | Nuevo Centro (Nouveau Centre)                                       | 265 318    | 1,99      | ??        | 161 575   | 2,35      | ??        |  |
| Total "Mayoría Presidencial"        | Total "Mayoría Presidencial"                                        | 5 440 656  | 40,71     | ???       | 3 040 845 | 44,21     | ???       |  |
|                                     | Frente Nacional (Front national)                                    | 647 749    | 4,85      | ?         | 11 232    | 0,16      | ?         |  |
|                                     | Otros (Autres)                                                      | 123,543    | 1.35      | 6         | 95,251    | 1.20      | 28        |  |
|                                     | Movimiento Demócrata (Mouvement démocrate)                          | 590 519    | 4,42      | ?         | 202 439   | 2,94      | ??        |  |
|                                     | Regionalistas y separatistas                                        | 58 441     | 0,44      | ?         | 14 785    | 0,21      | ?         |  |
|                                     | Otra extrema izquierda (Extrême gauche)                             | 50 047     | 0,37      | ?         | 7 825     | 0,11      | ?         |  |
|                                     | Otros ecologistas                                                   | 40 966     | 0,31      | ?         | 17 466    | 0,25      | ?         |  |
|                                     | Extrema derecha (Extrême droite}                                    | 19 918     | 0,15      | ?         | -         | -         | -         |  |
|                                     |                                                                     |            |           |           |           |           |           |  |
| Totales                             | Totales                                                             | 13 363 925 | 100.00    | ?         | 6 879 876 | 100.00    | ?         |  |

Abstención: 35.11%; Votos inválidos; 2.6%

## Fuente
- Resultados publicados por el Ministerio del Interior Francés

- Datos: Q3586836